# AEG B.II
O AEG B.II foi um avião de reconhecimento biplano, monomotor alemão de dois lugares (sem armamento) utilizado pela Luftstreitkräfte na Primeira Guerra Mundial, a partir de 1914.
Esse modelo, produzido em pequena quantidade, era um pouco menor que o B.I mas se mostrou mais bem sucedido. Ele foi usado em pequeno número entre 1914 e 1915, e foi logo substituído, pois lhes faltavam velocidade e armamento.

## Operadores
Alemanha
- - Luftstreitkräfte